# Mistrzostwa Świata w Kajakarstwie 2001
31. Mistrzostwa świata w kajakarstwie odbyły się w dniach 22–26 sierpnia 2001 w Poznaniu.
Rozegrano 18 konkurencji męskich i 9 kobiecych. Mężczyźni startowali w kanadyjkach jedynkach (C-1), dwójkach (C-2) i czwórkach (C-4) oraz w kajakach jedynkach (K-1), dwójkach (K-2) i czwórkach (K-4), zaś kobiety w kajakach jedynkach, dwójkach i czwórkach. Po raz pierwszy kobiety rywalizowały w czwórkach na dystansie 1000 metrów. 
Pierwsze miejsce w klasyfikacji medalowej wywalczyli reprezentanci Węgier.

## Medaliści

### Mężczyźni

#### Kanadyjki
| Konkurencja: | Złoto:                                                                       | Rezultat | Srebro:                                                                                           | Rezultat | Brąz:                                                                                 | Rezultat |
| C-1 200 m    | Dmytro Sablin                                                                | 40,443   | Maksim Opalew                                                                                     | 40,643   | Michał Śliwiński                                                                      | 40,823   |
| C-1 500 m    | Maksim Opalew                                                                | 1:53,565 | György Kolonics                                                                                   | 1:53,793 | Andreas Dittmer                                                                       | 1:54,333 |
| C-1 1000 m   | Andreas Dittmer                                                              | 3:56,244 | Martin Doktor                                                                                     | 3:57,910 | György Kolonics                                                                       | 3:58,234 |
| C-2 200 m    | Polska · Daniel Jędraszko · Paweł Baraszkiewicz                              | 36,698   | Rumunia · Ionel Averian · Mikhail Vartolemei                                                      | 36,762   | Kuba · Ibrahim Rojas · Leobaldo Pereira                                               | 36,902   |
| C-2 500 m    | Kuba · Ibrahim Rojas · Leobaldo Pereira                                      | 1:44,351 | Polska · Daniel Jędraszko · Paweł Baraszkiewicz                                                   | 1:44,367 | Rumunia · Mitică Pricop · Florin Popescu                                              | 1:44,791 |
| C-2 1000 m   | Polska · Marcin Kobierski · Michał Śliwiński                                 | 3:39,239 | Hiszpania · José Alfredo Bea · David Mascató                                                      | 3:40,625 | Kuba · Ibrahim Rojas · Leobaldo Pereira                                               | 3:40,847 |
| C-4 200 m    | Węgry · Sándor Malomsoki · Gábor Ivan · György Zala · László Vasali          | 33,831   | Czechy · Petr Netušil · Jan Břečka · Karel Kožíšek · Petr Fuksa                                   | 33,951   | Rosja · Aleksandr Kowalow · Aleksandr Kostogłod · Władisław Połzunow · Maksim Opalew  | 34,039   |
| C-4 500 m    | Rumunia · Iosif Anisim · Florin Popescu · Mikhail Vartolemei · Ionel Averian | 1:35,810 | Węgry · György Zala · György Kozmann · Béla Belicza · Gábor Ivan                                  | 1:35,882 | Rosja · Roman Kruglakow · Konstantin Fomiczow · Władimir Ładosza · Aleksiej Wołkonski | 1:36,314 |
| C-4 1000 m   | Węgry · György Zala · György Kozmann · Béla Belicza · Gábor Ivan             | 3:23,847 | Białoruś · Iwan Skoworodkin · Alaksandr Bahdanowicz · Alaksandr Kurliandczyk · Alaksandr Żukouski | 3:25,179 | Rumunia · Iosif Anisim · Chiriac Marcov · Ionel Averian · Mikhail Vartolemei          | 3:25,569 |

#### Kajaki
| Konkurencja: | Złoto:                                                                        | Rezultat | Srebro:                                                                     | Rezultat | Brąz:                                                                             | Rezultat |
| K-1 200 m    | Ronald Rauhe                                                                  | 35,428   | Ołeksij Śliwiński                                                           | 35,648   | Anton Riachow                                                                     | 35,740   |
| K-1 500 m    | Ákos Vereckei                                                                 | 1:40,730 | Anton Riachow                                                               | 1:41,198 | Javier Correa                                                                     | 1:41,504 |
| K-1 1000 m   | Babak Amir-Tahmasseb                                                          | 3:34,776 | Javier Correa                                                               | 3:35,826 | Lutz Liwowski                                                                     | 3:36,026 |
| K-2 200 m    | Litwa · Alvydas Duonėla · Egidijus Balčiūnas                                  | 32,524   | Niemcy · Ronald Rauhe · Tim Wieskötter                                      | 32,628   | Ukraina · Mykoła Zajczenkow · Mychajło Łucznyk                                    | 32,728   |
| K-2 500 m    | Niemcy · Ronald Rauhe · Tim Wieskötter                                        | 1:31,603 | Litwa · Alvydas Duonėla · Egidijus Balčiūnas                                | 1:32,203 | Szwecja · Markus Oscarsson · Henrik Nilsson                                       | 1:32,495 |
| K-2 1000 m   | Norwegia · Nils Olav Fjeldheim · Eirik Verås Larsen                           | 3:16,685 | Węgry · Krisztián Bártfai · Krisztián Veréb                                 | 3:18,845 | Niemcy · Marc Westphalen · Marco Herszel                                          | 3:18,963 |
| K-4 200 m    | Węgry · Vince Fehérvári · István Beé · Gábor Horváth · Róbert Hegedűs         | 30,210   | Rosja · Roman Zarubin · Aleksandr Iwanik · Dienis Turczenkow · Oleg Gorobij | 30,254   | Ukraina · Ołeksij Śliwiński · Mykoła Zajczenkow · Mychajło Łucznyk · Borys Markin | 30,318   |
| K-4 500 m    | Rosja · Roman Zarubin · Aleksandr Iwanik · Dienis Turczenkow · Andriej Tissin | 1:21,772 | Rumunia · Vasile Curuzan · Marian Băban · Geza Magyar · Romică Șerban       | 1:22,048 | Słowacja · Richard Riszdorfer · Michal Riszdorfer · Erik Vlček · Juraj Bača       | 1:22,066 |
| K-4 1000 m   | Niemcy · Andreas Ihle · Mark Zabel · Björn Bach · Stefan Ulm                  | 2:56,607 | Węgry · Zoltán Kammerer · Botond Storcz · Roland Kökény · Gábor Horváth     | 2:58,077 | Rosja · Roman Zarubin · Aleksandr Iwanik · Dienis Turczenkow · Oleg Gorobij       | 2:58,383 |

### Kobiety

#### Kajaki
| Konkurencja: | Złoto:                                                                     | Rezultat | Srebro:                                                                            | Rezultat | Brąz:                                                                              | Rezultat |
| K-1 200 m    | Karen Furneaux                                                             | 40,733   | Elżbieta Urbańczyk                                                                 | 41,345   | Szilvia Szabó                                                                      | 41,373   |
| K-1 500 m    | Josefa Idem                                                                | 1:53,561 | Katrin Borchert                                                                    | 1:54,137 | Katalin Kovács                                                                     | 1:54,581 |
| K-1 1000 m   | Josefa Idem                                                                | 4:02,903 | Katrin Wagner                                                                      | 4:05,069 | Katrin Borchert                                                                    | 4:05,243 |
| K-2 200 m    | Hiszpania · Beatriz Manchón · Sonia Molanes                                | 37,028   | Polska · Beata Sokołowska · Aneta Pastuszka                                        | 37,251   | Węgry · Kinga Dékány · Erzsébet Viski                                              | 37,531   |
| K-2 500 m    | Węgry · Szilvia Szabó · Kinga Bóta                                         | 1:44,946 | Polska · Beata Sokołowska · Aneta Pastuszka                                        | 1:45,378 | Hiszpania · Beatriz Manchón · Sonia Molanes                                        | 1:45,918 |
| K-2 1000 m   | Niemcy · Manuela Mucke · Nadine Opgen-Rhein                                | 3:45,824 | Australia · Katrin Borchert · Katrin Kieseler                                      | 3:46,940 | Hiszpania · Beatriz Manchón · Sonia Molanes                                        | 3:47,048 |
| K-4 200 m    | Węgry · Kinga Dékány · Krisztina Fazekas · Erzsébet Viski · Katalin Kovács | 35,715   | Hiszpania · Teresa Portela · María Isabel García · Belén Sánchez · Ana María Penas | 36,327   | Polska · Karolina Sadalska · Aneta Pastuszka · Dorota Kuczkowska · Joanna Skowroń  | 36,367   |
| K-4 500 m    | Węgry · Katalin Kovács · Szilvia Szabó · Kinga Bóta · Erzsébet Viski       | 1:36,083 | Niemcy · Manuela Mucke · Katrin Wagner · Anett Schuck · Nadine Opgen-Rhein         | 1:37,403 | Hiszpania · María Isabel García · Belén Sánchez · Teresa Portela · Ana María Penas | 1:37,847 |
| K-4 1000 m   | Węgry · Kinga Dékány · Szilvia Szabó · Erzsébet Viski · Kinga Bóta         | 3:23,119 | Polska · Karolina Sadalska · Aneta Białkowska · Dorota Kuczkowska · Joanna Skowroń | 3:24,564 | Ukraina · Hanna Bałabanowa · Natalia Feklisowa · Inna Osypenko · Tetiana Semykina  | 3:25,296 |

## Klasyfikacja medalowa
| Miejsce | Państwo    | Złoto | Srebro | Brąz | Razem |
| ------- | ---------- | ----- | ------ | ---- | ----- |
| 1       | Węgry      | 8     | 4      | 4    | 16    |
| 2       | Niemcy     | 5     | 3      | 3    | 11    |
| 3       | Polska     | 2     | 5      | 2    | 9     |
| 4       | Rosja      | 2     | 2      | 3    | 7     |
| 5       | Włochy     | 2     | 0      | 0    | 2     |
| 6       | Hiszpania  | 1     | 2      | 3    | 6     |
| 7       | Rumunia    | 1     | 2      | 2    | 5     |
| 8       | Ukraina    | 1     | 1      | 3    | 5     |
| 9       | Litwa      | 1     | 1      | 0    | 2     |
| 10      | Kuba       | 1     | 0      | 2    | 3     |
| 11      | Francja    | 1     | 0      | 0    | 1     |
| 11      | Kanada     | 1     | 0      | 0    | 1     |
| 11      | Norwegia   | 1     | 0      | 0    | 1     |
| 14      | Australia  | 0     | 2      | 1    | 3     |
| 15      | Czechy     | 0     | 2      | 0    | 2     |
| 16      | Argentyna  | 0     | 1      | 1    | 2     |
| 16      | Uzbekistan | 0     | 1      | 1    | 2     |
| 18      | Białoruś   | 0     | 1      | 0    | 1     |
| 19      | Słowacja   | 0     | 0      | 1    | 1     |
| 19      | Szwecja    | 0     | 0      | 1    | 1     |
|         | Razem      | 27    | 27     | 27   | 82    |